# Castelmauro
Castelmauro község (comune) Olaszország Molise régiójában, Campobasso megyében.

## Fekvése
A megye északnyugati részén fekszik. Határai: Acquaviva Collecroce, Civitacampomarano, Guardialfiera, Montefalcone nel Sannio, Roccavivara, San Felice del Molise és Trivento.

## Története
Két kis település (Castelluccio és Acquaborrana) egyesülésével jött létre a 13. században. A következő századokban nemesi birtok volt. A 19. században nyerte el önállóságát, amikor a Nápolyi Királyságban felszámolták a feudalizmust.

## Népessége
A népesség számának alakulása:

## Főbb látnivalói
- Palazzo Jovine
- San Leonardo Confessore-templom